# Tadeusz Kassern

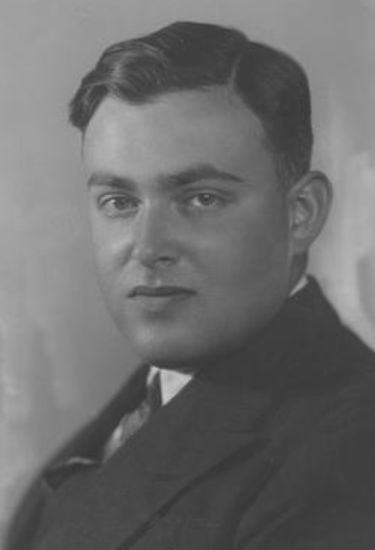
Tadeusz Zygfryd Kassern, 1932

Tadeusz Zygfryd Kassern (* 19. März 1904 in Lemberg; † 2. Mai 1957 in New York City) war ein polnischer Komponist.
Kassern war am Konservatorium der Polnischen Musikgesellschaft in Lemberg Klavierschüler von Jerzy Lalewicz und studierte Komposition bei Mieczysław Sołtys. Von 1922 bis 1926 setzte er seine Ausbildung am Posener Konservatorium bei Henryk Opieński (Komposition) und Wieńczysław Brzostowski (Klavier) fort. Daneben studierte er Jura an der Universität Posen.
Bis 1931 lebte er in Paris, danach war er bis 1939 Mitarbeiter der Staatsanwaltschaft Polen. In dieser Zeit schrieb er neben seiner Arbeit als Komponist Musikrezensionen von den Nowy Kurier (1929–33) und den Dziennik Poznański (1934–38). 1939 wurde er nach Lemberg evakuiert, und an 1940 arbeitete er in der Krakauer Buchhandlung Gebethner und Wolff. Wegen seiner jüdischen Herkunft tauchte er 1942 in Warschau als Teodor Sroczyński und nach dem Warschauer Aufstand in Zakopane unter.
1945 wurde Kassern polnischer Kulturattaché in New York, 1948 wurde er Konsul und Delegierter für kulturelle Angelegenheiten bei den Vereinten Nationen. Ende 1948 schied er aus dem diplomatischen Dienst aus und beschloss, in den Vereinigten Staaten zu bleiben. 1956 erhielt er ein ständiges Aufenthaltsvisum. Bis zu seinem Tod unterrichtete er Klavier und Musiktheorie an der Third Street Music School, dem Jaques-Dalcroze Institute und der New School for Social Research.

## Werke
- Sonata na fortepian nr 1 h-moll (1926)
- Trzy preludia für Klavier (1926)
- Cztery Pieśni do słów Tadeusza Micińskiego für Stimme und Klavier (1926)
- Dwa mazurki für Klavier (1927)
- Kołysanka für Stimme und Klavier nach Worten von Józef Wittlin (1928)
- Koncert für Sopran und Orchester (1928)
- Pieśni naiwne für Stimme und Klavier nach Worten von Kazimierz Wierzyński (1929)
- Koncert für Flöte und Orchester (1933)
- Trzy kołysanki für Stimme und Klavier nach Worten von Maria Paruszewska (1933)
- Malowanki, Kinderkantate für Chor und Orchester (1934)
- Dies irae, sinfonische Dichtung (1935)
- Koncert für Kontrabass und Orchester (1935)
- Concertino für Flöte, Klarinette und Fagott (1935)
- Sonatina na fortepian nr 1 (1935)
- Ballady für Männerchor a cappella (1935)
- Koncert für Streichorchester (Version 1) (1936)
- Hymn do słońca für Stimme und Orchester (1936)
- Suita pastoralna für kleines Orchester (1937)
- Sonata na fortepian nr 2 „Orawska“ (1937)
- Cztery motety kopernikowskie für gemischten Chor a cappella (1937)
- Suita orawska für Mezzosopran und Männerchor (1938)
- Ojczyzna für gemischten Chor a cappella (1938)
- Pieśni do słów Leopolda Staffa für Stimme und Klavier (1938)
- Concertino für Klavier und Orchester (1940)
- Suita dziecięca für zwei Klaviere (1940)
- Ballada o wieprzu i pieprzu für Stimme und Klavier nach Worten von Jana Brzechwa (1940)
- Koncert für Streichorchester (Version 2) (1943)
- Sonatina na fortepian nr 2 (1944)
- Sonatina na fortepian nr 3 „Kolędowa“ (1945)
- Tryptyk żałobny für Stimme und Klavier nach Worten von Stanisław Grochowski und Walenty z Brzozów (1945)
- Concertino für Oboe und Streichorchester (1946)
- Dziesięć polskich pieśni ludowych z Ziem Zachodnich für Stimme und Klavier (1947)
- Concertino für Flöte, Xylophon, Celesta und Streichorchester (1948)
- Sonatina für Flöte und Klavier (1948)
- Piano Sonatina on Stephen C. Foster Themes (um 1948)
- Cztery miniatury für Klavier (um 1948)
- Lullaby für Klavier (1949)
- Walc für Klavier (1949)
- The Anointed (Koniec Mesjasza), Oper nach Jerzy Żuławski (1951)
- Teen-Age Concerto nr 1 F-dur für Orchester (1952)
- Sun-up (Jutrzenka), Oper nach Lula Vollmer (1952)
- For Me the Sun Shines Every Day für Stimme und Klavier (1953)
- Our Day für Stimme und Klavier (1953)
- Arizona is Your Switch für Stimme und Klavier (1953)
- Our Praye für Stimme und Klavier (1953)
- Comedy of the Dumb Wife (Komedia o niemej żonie), Oper nach François Rabelais und Anatole France (1953)
- Space Flight, Konzert für Orchester (1954)
- Eros i Psyche, Oper nach Jerzy Żuławski (1954)
- Three Pieces for Strings from the Blessed Music Book (1955)
- Teen-Age Concerto nr 3 C-dur für Orchester (1955)
- Teen-Age Concerto nr 4 F-dur für Orchester (1955)
- Space Travel Music Book für Klavier (1955)
- Słodki kramik (Candy Music Book) für Klavier (1955)
- Amusement Park Music Book für Klavier (1955)
- Blessed Music Book für Klavier (1955)
- Swing Kings Concerto für Orchester (unvollendet, 1955)